# Evergislus
De heilige Evergislus  of Ebregisus of Everigisil (Tongeren/Keulen?, 6e eeuw) was volgens de overlevering de vijfde bisschop van Keulen en volgens een andere (minder betrouwbare) overlevering de vijftiende bisschop van Maastricht. Omdat de bisschopszetel van het bisdom Tongeren-Maastricht later naar Luik werd overgebracht en de bisschoppen zich nog lang 'bisschop van Tongeren' bleven noemen, geldt hij tevens als de vierentwintigste bisschop van Tongeren. Zijn feestdag wordt in het bisdom Keulen op 24 oktober gevierd; in het bisdom Tongeren-Maastricht-Luik op 28 maart. Evergislus is de schutspatroon van de glazeniers en het Keulse schildersambacht.

## Levensbeschrijving en legende
Evergislus wordt door Gregorius van Tours meermaals genoemd als bisschop van Keulen, echter steeds in de verleden tijd. Zijn dood zou om die reden vóór het jaar 594 geplaatst moeten worden. Evergislus zou volgens sommige bronnen geboren zijn in Tongeren; volgens andere bronnen zou hij in Tongeren zijn overleden. Volgens een elfde-eeuwse legende zou hij een leerling zijn geweest van de heilige Severinus, die hem in Keulen tot diaken wijdde en hem aanwees als zijn opvolger als bisschop van Keulen. Ook zou hij in Xanten een kerk hebben gesticht en was hij diplomaat in opdracht van koning Childebert II.
Sommige bronnen vermelden dat hij door struikrovers werd vermoord en in een kapel van de Onze-Lieve-Vrouwebasiliek (Tongeren) werd begraven. Volgens Heriger van Lobbes werd hij in de 'villa Trutmonia', in het bisdom Tongeren, vermoord en begraven. Dit zou de plaats Termogne kunnen zijn, gelegen aan de Via Belgica. Volgens andere schrijvers lag Trutmonia in het bisdom Keulen (Dortmund?). De Keulse bisschop Bruno de Grote liet op 28 maart 955 het gebeente van Evergislus vanuit Trutmonia naar Keulen overbrengen en het aldaar in een kostbaar reliekschrijn in de St.-Ceciliakerk bijzetten (translatio).

## Nalatenschap
In Maastricht bestond in de Middeleeuwen een kerspel en een kapel gewijd aan de heilige Evergislus. De Sint-Evergisluskapel (of Sint-Everarduskapel), op de hoek van de Maastrichter Brugstraat en de Kesselskade (toen Bokstraat geheten), eigendom van het Onze-Lieve-Vrouwekapittel, werd in de zeventiende eeuw afgebroken. In de collectie van het Bonnefantenmuseum bevindt zich een kapiteel dat uit deze kapel afkomstig zou zijn. In het aartsbisdom Keulen zijn twee kerken aan de heilige Evergislus gewijd: in Bornheim-Brenig en in Bad Godesberg-Plittersdorf.
Gebrandschilderde ramen die Evergislus voorstellen zijn aanwezig in de Dom van Keulen en de Onze-Lieve-Vrouwebasiliek (Tongeren).
Eind 2011 werd in Keulen het reliekschrijn van Evergislus opnieuw geopend; daarbij kwam een oorkonde uit 1270 aan het licht, geschreven door de toenmalige bisschop van Regensburg, Albertus Magnus. Ook latere openingen van het schrijn zijn gedocumenteerd. De beenderen in het schrijn behoorden aan twee mensen toe; sporen van een gewelddadige dood werden niet aangetroffen.